# 유로비전 송 콘테스트 2018
유로비전 송 콘테스트 2018은 제63회 유로비전 송 콘테스트였다. 2017년 포르투갈 콘테스트에서 살바도르 소브랄(Salvador Sobral)의 "Amar pelos dois"로 우승한 후 포르투갈 리스본에서 열렸다. 유럽방송연맹(EBU)과 주최 방송사 포르투갈 공영방송(RTP)가 주최한 이 콘테스트는 리스본 아레나에서 열렸으며 2018년 5월 8일과 10일에 두 번의 준결승전과 5월 12일에 결승전으로 구성되었다. 3개의 라이브 쇼는 포르투갈 TV 진행자(Filomena Cautela, Sílvia Alberto 및 Catarina Furtado), 그리고 포르투갈계 미국인 여배우 대니얼라 루아가 진행했으며, 이는 4명의 호스트가 콘테스트를 진행한 최초의 사례이다.
이번 대회에는 43개국이 참가해 2008년과 2011년 대회 기록과 맞먹는다. 러시아는 전회에 참가하지 않았다가 다시 돌아왔고, 2011년 이후 처음으로 전회에 참가했던 국가 중 한 나라도 탈퇴하지 않았다.
우승자는 네타 바르질라이가 연주한 "Toy"라는 노래로 이스라엘이었다. 키프로스, 오스트리아, 독일, 이탈리아가 상위 5위 안에 들었고, 키프로스는 현재까지 최고의 결과를 얻었다. 이스라엘은 공개투표에서 승리했고, 배심원단 투표에서는 오스트리아와 스웨덴에 이어 3위를 차지했다. 순위표 아래에는 체코공화국도 6위로 현재까지 최고 성적을 달성했다.
EBU는 이 대회의 전 세계 시청자 수가 약 1억 8,600만 명에 달해 2017년 대회보다 400만 명 이상 많은 시청자를 확보했다고 보고했다.